# Movimiento Unidad (El Salvador)
El Movimiento Unidad fue una coalición política que agrupaba a tres partidos políticos de derecha, los cuales eran los siguientes: PCN, GANA y PDC, para impulsar la candidatura presidencial de Elías Antonio Saca, el cual el TSE dio luz verde para inscribirlo el 24 de septiembre de 2013. Fue así como corrió para la Elección presidencial de El Salvador de 2014 en la cual recibió 307,603 votos el equivalente a 11.44% de los votos válidos de esa elección. Sin embargo, quedó en tercer lugar en las elecciones no consiguiendo pasar a la segunda vuelta que se dio entre el FMLN y ARENA.

### Elecciones presidenciales
| Elección | Candidatos         | Primera vuelta | Primera vuelta   | Segunda vuelta | Segunda vuelta | Resultado | Nota                             |
| Elección | Candidatos         | Votos          | %                | Votos          | %              | Resultado | Nota                             |
| -------- | ------------------ | -------------- | ---------------- | -------------- | -------------- | --------- | -------------------------------- |
| 2014     | Elías Antonio Saca | 307,603        | \| \| 11.44 % \| |                |                | No electo | En coalición con PCN, GANA y PDC |
|          | 11.44 %            |                |                  |                |                |           |                                  |